# Équations de Cauchy-Riemann
Pour les articles homonymes, voir Cauchy et Riemann.

Les équations de Cauchy-Riemann en analyse complexe, ainsi nommées en l'honneur d'Augustin Cauchy et Bernhard Riemann, sont les deux équations aux dérivées partielles
exprimant une condition nécessaire et suffisante pour qu'une fonction f = P + i Q (d'une variable complexe, à valeurs complexes) différentiable au sens réel en un point soit différentiable au sens complexe en ce point.
En d'autres termes, ce sont les conditions à ajouter à la différentiabilité au sens réel pour obtenir la différentiabilité au sens complexe.
Lorsque la fonction est différentiable au sens réel en tout point d'un ouvert, ces équations expriment une condition nécessaire et suffisante pour qu'elle soit holomorphe sur cet ouvert.
On considère une fonction {\displaystyle f:U\to \mathbb {C} } d'une variable complexe, définie sur un ouvert U du plan complexe ℂ. On utilise ici les notations suivantes :
- la variable complexe z est notée x + i y, où x, y sont réels ;
- les parties réelle et imaginaire de f(z) = f(x + i y) sont notées respectivement P(x , y) et Q(x , y), c'est-à-dire : f(z) = P(x , y) + i Q(x , y), où P, Q sont deux fonctions réelles de deux variables réelles.

## Fonctions ℂ-différentiables d'une variable complexe

### Définition
Une fonction {\displaystyle f:U\to \mathbb {C} } est dite différentiable au sens complexe, ℂ-différentiable ou encore dérivable, en un point {\displaystyle z_{0}\in U} s'il existe un voisinage V de z0 tel que {\displaystyle V\subset U} et tel que la fonction:
{\displaystyle {\begin{array}{lcl}V&\rightarrow &\mathbb {C} \\z&\mapsto &{\frac {f(z)-f(z_{0})}{z-z_{0}}}\end{array}}}

admet une limite au point {\displaystyle z_{0}}. Cette limite est alors notée {\displaystyle f'(z_{0})} et est appelée dérivée de f en z0.
Il est important de remarquer que la condition de ℂ-différentiabilité pour les fonctions de variable complexe est bien plus contraignante que la condition analogue pour les fonctions de variable réelle. La différence est la suivante :
- dans ℝ, il y a essentiellement deux manières de s'approcher d'un point : à droite, ou à gauche. Une fonction de variable réelle est dérivable en un point si et seulement si le « taux d'accroissement » admet en ce point une limite à droite et une limite à gauche ayant la même valeur (finie) ;
- dans ℂ, il y a une infinité de manières de s'approcher d'un point ; chacune d'elles doit donner lieu à une limite (finie) du « taux d'accroissement », ces limites étant de plus toutes égales.

### Un cas important
On dit qu'une fonction est holomorphe sur un ouvert de ℂ si elle est ℂ-différentiable en tout point de cet ouvert.

## Caractérisation des fonctions ℂ-différentiables en un point
Théorème — 
- Pour que la fonction f soit ℂ-différentiable en un point {\displaystyle \ z_{0}=x_{0}+{\rm {i}}\,y_{0}\in U} (où {\displaystyle \ x_{0},\,y_{0}} sont réels), il faut et il suffit :
  - qu'elle soit différentiable au sens réel en z0 ;
  - et que, de plus, elle vérifie les équations de Cauchy-Riemann en ce point. Ces équations peuvent s'écrire sous les formes équivalentes suivantes :
    - {\displaystyle {\frac {\partial f}{\partial y}}(z_{0})={\rm {i}}\,{\frac {\partial f}{\partial x}}(z_{0})}
    - {\displaystyle {\frac {\partial P}{\partial x}}(x_{0},y_{0})={\frac {\partial Q}{\partial y}}(x_{0},y_{0})} et {\displaystyle {\frac {\partial P}{\partial y}}(x_{0},y_{0})=-{\frac {\partial Q}{\partial x}}(x_{0},y_{0})}
    - {\displaystyle {\overline {\partial }}f(z_{0})=0}, où l'opérateur différentiel {\displaystyle {\overline {\partial }}} est, par définition, égal à {\displaystyle {\frac {1}{2}}\left({\frac {\partial }{\partial x}}+{\rm {i}}{\frac {\partial }{\partial y}}\right)}.
- Dans ce cas :
  - la différentielle de f au point z0 est l'application {\displaystyle {\rm {d}}f(z_{0}):\mathbb {C} \to \mathbb {C} ,h\mapsto f'(z_{0})\,h} ;
  - {\displaystyle \ f'(z_{0})={\frac {\partial f}{\partial x}}(z_{0})=-{\rm {i}}\,{\frac {\partial f}{\partial y}}(z_{0})=\partial f(z_{0})} où l'opérateur différentiel {\displaystyle \partial } est, par définition, égal à {\displaystyle {\frac {1}{2}}\left({\frac {\partial }{\partial x}}-{\rm {i}}{\frac {\partial }{\partial y}}\right)}.

### Un cas important
La caractérisation suivante des fonctions holomorphes est une conséquence immédiate du théorème précédent, appliqué en chaque point.
Théorème — Une fonction {\displaystyle f:U\to \mathbb {C} } est holomorphe sur l'ouvert U de ℂ si et seulement si :
1. elle est ℝ-différentiable en tout point de U ;
2. et elle vérifie les équations de Cauchy-Riemann en tout point de U.

Remarque sur la continuité des dérivées partielles : on peut montrer (c'est un résultat important de la théorie de Cauchy) que toute fonction holomorphe sur un ouvert de ℂ y est analytique : cela signifie qu'au voisinage de chaque point, elle est développable en série entière ; donc, toute fonction holomorphe est indéfiniment dérivable, et a fortiori elle admet des dérivées partielles continues sur l'ouvert.

### Exemples
- La fonction {\displaystyle f:\mathbb {C} \to \mathbb {C} ,z\mapsto {\bar {z}}} est de classe C1 sur ℂ, donc elle y est ℝ-différentiable ; mais elle n'est ℂ-différentiable en aucun point parce qu'elle ne vérifie nulle part les équations de Cauchy-Riemann. En effet, comme f(z) = x – i y :
  - {\displaystyle \ {\frac {\partial f}{\partial x}}(z)=1} et {\displaystyle \ {\frac {\partial f}{\partial y}}(z)=-{\rm {i}}}
  - ainsi, pour tout {\displaystyle z\in \mathbb {C} }, {\displaystyle \ {\frac {\partial f}{\partial y}}(z)\neq {\rm {i}}\ {\frac {\partial f}{\partial x}}(z)}.
- La fonction {\displaystyle f:\mathbb {C} \to \mathbb {C} ,z\mapsto |z|^{2}} est de classe C1 sur ℂ, donc elle y est ℝ-différentiable ; elle est ℂ-différentiable en 0 et seulement en ce point (elle n'est holomorphe sur aucun ouvert, son ensemble {\displaystyle \ \{0\}} de ℂ-différentiabilité étant d'intérieur vide).
- La fonction {\displaystyle f:\mathbb {C} \to \mathbb {C} ,z\mapsto z^{2}} est holomorphe sur ℂ et pour tout {\displaystyle z\in \mathbb {C} }, {\displaystyle \ f'(z)=2\,z}. En effet, si {\displaystyle z_{0}\in \mathbb {C} } et {\displaystyle h\in \mathbb {C} ^{*}}, {\displaystyle {\frac {f(z_{0}+h)-f(z_{0})}{h}}=2\ z_{0}+h\to 2\,z_{0}}  lorsque  {\displaystyle \ h\to 0}. On a {\displaystyle \ f(z)=x^{2}-y^{2}+2\,{\rm {i}}\,x\,y}, donc :
  - {\displaystyle \ {\frac {\partial f}{\partial x}}(z)=2\,x+2\,{\rm {i}}\,y=2\,z}
  - {\displaystyle \ {\frac {\partial f}{\partial y}}(z)=-2\,y+2\,{\rm {i}}\,x=2\,{\rm {i}}\,z={\rm {i}}\ {\frac {\partial f}{\partial x}}(z)} (équations de Cauchy-Riemann au point z)
- Le caractère contraignant de la condition d'holomorphie est particulièrement saisissant quand on applique les conditions de Cauchy-Riemann à une fonction à valeurs réelles définie sur un ouvert de ℂ : les deux dérivées partielles par rapport à x et à y doivent alors être nulles et la fonction doit être localement constante. En d'autres termes, une fonction holomorphe à valeurs réelles sur un ouvert connexe de ℂ se réduit nécessairement à une constante.

Par exemple, la fonction argument de z (réelle et non constante) n'est pas holomorphe. On vérifie d'ailleurs facilement que les équations de Cauchy-Riemann ne sont pas satisfaites, car ses dérivées partielles sont celles de arctan (y/x). Il en est évidemment de même de la fonction module de z (réelle et non constante).